# وحيد هاشميان
وحيد هاشميان كوربكاندي (بالفارسية: وحید هاشمیان)، من مواليد 21 يوليو 1976 في طهران في إيران، لاعب كرة قدم إيراني.
بدأ مسيرته الكروية مع نادي فتح طهران في موسم 1996/1997، وفي عام 1997 انتقل إلى نادي باس طهران، ولعب معهم حتى عام 1999، وشارك معهم في 26 مباراة وسجل 9 أهداف، وفي عام 1999 انتقل إلى نادي هامبورغ الألماني، ولعب معهم حتى عام 2001، وشارك معهم في 12 مباراة، وفي عام 2001 انتقل إلى نادي بوخوم الألماني، ولعب معهم حتى عام 2004، وشارك معهم في 87 مباراة وسجل 34 هدف، وفي موسم 2004/2005 انتقل إلى نادي بايرن ميونخ الألماني، ولعب معهم 9 مباريات، ومنذ عام 2005 وهو يلعب مع نادي هانوفر الألماني.
وقد بدأ باللعب مع منتخب إيران لكرة القدم في عام 1998.

## روابط خارجية
- وحيد هاشميان على موقع الاتحاد الدولي (مؤرشف)  (الإنجليزية)
- وحيد هاشميان على موقع قاعدة بيانات كرة القدم.إي يو (الإنجليزية)
- وحيد هاشميان على موقع بيانات كرة القدم. دي إي (الألمانية)
- وحيد هاشميان على موقع ناشيونال فوتبول تيمز (الإنجليزية)
- وحيد هاشميان على موقع عالم كرة القدم.نت (الإنجليزية)
- وحيد هاشميان على موقع كووورة